# Stootgaren
Stootgaren is een kort en dun stuk touw waarmee je het zeil van een schip aan de ra bindt met als doel om de zeilen snel te kunnen hijsen.
De uitdrukking 'op stootgaren liggen' wordt gebruikt voor een zeilboot die klaarligt om uit te varen. Vroeger lag een schip op stootgaren als het zeil klaar was om onmiddellijk gehesen te kunnen worden - het onderlijk van het zeil was daarbij met dunne garens aan de ra vastgemaakt met de bedoeling om tijdens hijsen met een ruk af te breken. Tegenwoordig wordt de uitdrukking ook in meer algemene zin gebruikt voor schepen die klaarliggen om uit te varen.
De uitdrukking wordt tegenwoordig ook in overdrachtelijke zin gebruikt voor iemand die ieder moment ontslagen kan worden.